# イギリスの議会
グレートブリテンおよび北アイルランド連合王国議会（グレートブリテンおよびきたアイルランドれんごうおうこくぎかい、英語: Parliament of the United Kingdom of Great Britain and Northern Ireland）は、イギリスの立法府であり、本国及び海外領土の最高機関である。神の下の議会における王はチャールズ国王であり、その座所はグレーター・ロンドンに位置するシティ・オブ・ウェストミンスターのウェストミンスター宮殿にある。王室属領についてはその権限は原則として及ばない。

## 概要
議会は両院制で、上院（貴族院）と下院（庶民院）から構成されている。君主は立法府の3つ目の構成要素を形成する（議会における国王）。貴族院は2つの異なるタイプの議員を含んでいる。すなわち、英国国教会で最も上級の聖職貴族で構成される聖職上院議員 (Lords Spiritual) 、及び首相の助言に基づいて君主により任命される連合王国貴族と一代貴族とで構成される世俗上院議員 (Lords Temporal) である。2009年10月に連合王国最高裁判所が創設される以前は、貴族院は常任上訴貴族を通して司法機能を備えていた。
庶民院は、少なくとも5年ごとに行われる選挙に伴い、民主的に議員が選出される議院である。両院はそれぞれ、ロンドンのウェストミンスター宮殿（議事堂）内にある、互いに離れた議院に置かれる。憲法上の慣習により、首相を含む全ての大臣（ministers）は、庶民院議員であるか、 – あまり一般的ではないが、貴族院議員であるか – であり、これらの大臣は、それにより立法府の各部門に対して説明責任がある。
合同法がイングランド議会 (Parliament of England) とスコットランド議会 (Parliament of Scotland) を通過したことにより合同条約 (Treaty of Union) が批准され、1707年にグレートブリテン議会 (Parliament of Great Britain) が形成された。19世紀の初めには、グレートブリテン議会とアイルランド議会により合同法が承認されたことで、議会はさらに拡大した。これにより、後者は廃止され、前者に100名のアイルランド議会議員と32名の貴族議員が加わり、グレートブリテンおよびアイルランド連合王国議会が創設された。アイルランド自由国が分離独立した5年後に、Royal and Parliamentary Titles Act 1927により、正式に議会の名称が“グレートブリテンおよび北アイルランド連合王国議会”に修正された。
英国議会とその諸機関は、世界中の多くの民主主義諸国の模範となっており、「議会の母」または「諸議会の母」（the mother of parliaments）と呼ばれるまでに至っている。しかしながら、ジョン・ブライトは – 彼こそがこの形容語句を作ったのだが – 議会よりもむしろ国（イングランド）に関して、その語句を使用した。
理論上、イギリスの最高の立法権限は議会における国王に付与されている。しかし、国王は首相の助言に基づいて行動する上、貴族院の権限は縮小されているので、事実上の権限は庶民院に付与される。
ロンドンのテムズ川のほとりに建つウェストミンスター宮殿（時計塔の通称「ビッグ・ベン」が代名詞として使用される）が議事堂である。
歴史の項で言及されるとおり、現在のイギリス議会はイングランド議会を実質的な祖としているが、歴史上イギリスのイングランド以外の地域（後に独立したアイルランドも含む）には、個別の議会が存在していた（これらの議会は、その後「地方議会」として復活しているので、「存在している」ということもできる）。このため、他と区別して特にウェストミンスターに存在する議会に言及する場合、この議会をウェストミンスター議会と呼ぶことがある。

## 歴史

### 連合王国議会の創設まで
中世イギリス諸島の3王国、イングランド王国、スコットランド王国、アイルランド王国は、それぞれの議会（イングランド議会 (Parliament of England) 、スコットランド議会 (Parliament of Scotland) 、アイルランド議会）を持っていた。1707年、合同法により、イングランドとスコットランドが合同し、グレートブリテン議会（The Parliament of Great Britain）が成立する。次いで、1800年の合同法により、アイルランドを含む連合王国議会（The Parliament of the United Kingdom）が成立する。

### グレートブリテンおよびアイルランド連合王国議会

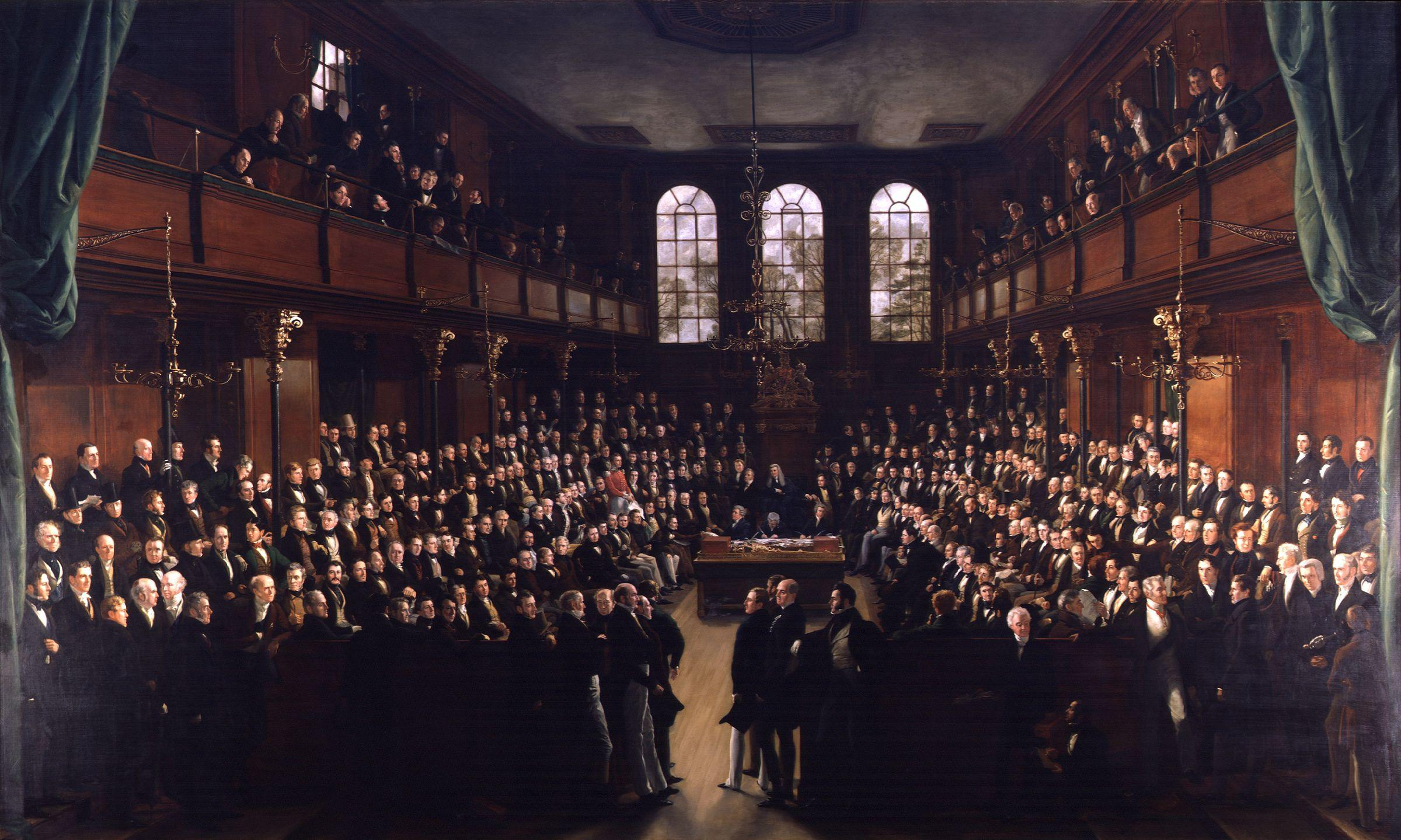
1833年の庶民院を描いた絵

グレートブリテンおよびアイルランド連合王国は、合同法の下、グレートブリテン王国とアイルランド王国の併合により、1801年に建国された。
下院に対して大臣が責任を負うという原則は、19世紀になるまでは発達することはなかった—当時の貴族院は理論上も、実際においても庶民院に優越していた。庶民院議員は、大いに異なる大きさの選挙区の下、時代遅れの選挙方法で選出されていた。それゆえ、有権者が7名であったオールド・セーレムの選挙区は、2名の議員を選出することが可能であった。同様にダンウィッチの選挙区でも議員の選出が可能であったが、同地は土地の浸食のために、ほぼ完全に海の中に消えてしまっていた。
多くの場合において、上院議員はまた、懐中選挙区（pocket boroughs）または腐敗選挙区として知られる、とても小さい選挙区を支配し、自身の身内や支持者が選挙で選ばれることを確実にすることができた。庶民院の議席の多くは、貴族院議員により“所有”されていた。1832年改革法に始まる19世紀に行われた改革の後、下院議員の選挙方法は（以前よりも）はるかに規則正しくなった。もはや下院の議席は上院に左右されることはなくなり、庶民院議員の発言力は増し始めた。
イギリスの庶民院の優越は20世紀初頭に確立した。1909年、庶民院はいわゆる人民予算を可決し、言ってみれば富裕な地主らにとって不利益となるような、課税システムに対する変更を数多く加えた。権力のある地主らが大勢を占めていた貴族院はこの予算案を否決した。予算案への支持とそれに続く貴族院議員への不支持に基づき、自由党は1910年に行われた二度の選挙に僅差で勝利した。
自由党のアスキス首相は、（自らの党への）信任としてその結果を利用し、議会法案を提出して貴族院の権限を制限しようとした（首相は人民予算の地租条項を再提出することはしなかった）。貴族院がこの法案の可決を拒否すると、アスキス首相は1910年の二度目の総選挙の前に国王との内密の約束をもって対抗し、貴族院で大多数を占めていた保守党議員を減らすために、自由党所属の数百人の貴族を創設することを要求した。そのような脅威に直面して、貴族院は辛くも法案を可決した。
1911年議会法が成立すると、貴族院が金銭法案（租税、歳出、公債について扱う法案）を阻止しようとするのを防ぎ、貴族院に他のあらゆる法案を最大で3会期まで（1949年議会法では2会期までに短縮された）遅らせること（上院の遅延権）を許した。その後、金銭法案は貴族院の反対を押し切って成立した。しかし、1911年と1949年の議会法にかかわらず、貴族院は制限のない権限を常に保持しており、あらゆる法案について断固として成立を阻止することが可能であり、通例このような試みは議会期を延長するためになされる。

### グレートブリテンおよび北アイルランド連合王国議会
1920年アイルランド政府法により北アイルランドおよび南アイルランドに議会が創設され、ウェストミンスターでの両地域の代表議席は減少した（ただし、北アイルランドの議席数は、1973年に中央政府による直接統治が導入された後に再び増加した）。アイルランド自由国が1922年に独立して、1927年に議会はグレートブリテンおよび北アイルランド連合王国議会と改称した。
貴族院に対しては、更なる改革が20世紀中に実行された。1958年一代貴族法により一代貴族の爵位が定期的に創設されるようになった。1960年代までには、世襲貴族の爵位が定期的に創設されることはなくなり、それ以降は、ほとんど全ての新しい貴族たちは一代貴族のみとなった。
より最近では、1999年貴族院法により（同法は、暫定的に92名の世襲貴族を例外として、それらの世襲貴族は終身貴族院議員とすることとし、その死去に伴う補欠選挙をもって、残りの世襲貴族より貴族院議員を選出することとされたが、）世襲貴族の自動的に貴族院に議席を持つ権利は消失した。現在では、貴族院は庶民院よりも下位に置かれる議院である。加えて、2005年憲法改革法により、2009年10月の連合王国最高裁判所の新設をもって、貴族院の司法機能が廃止されることとなった。

## 構成と組織

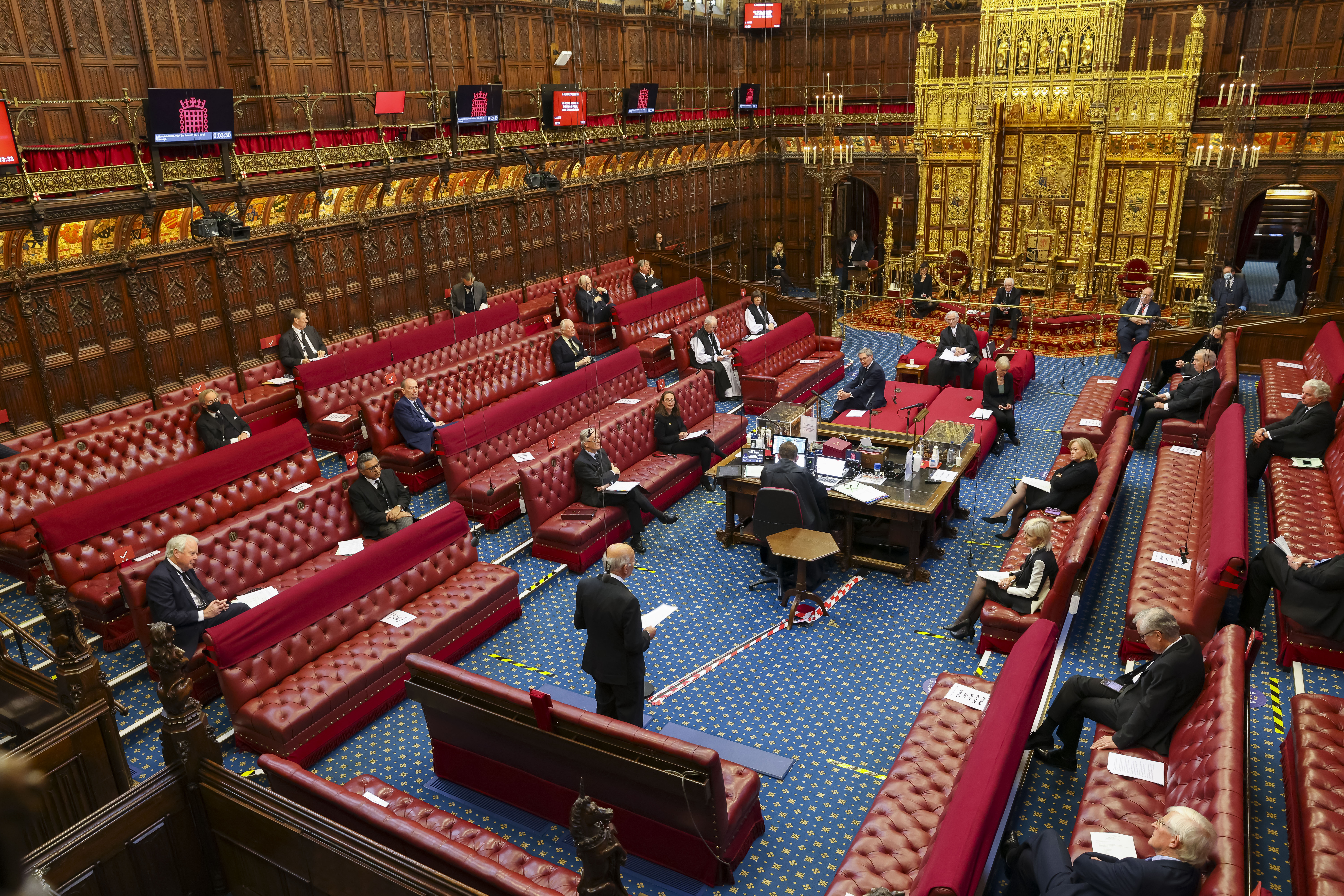
貴族院

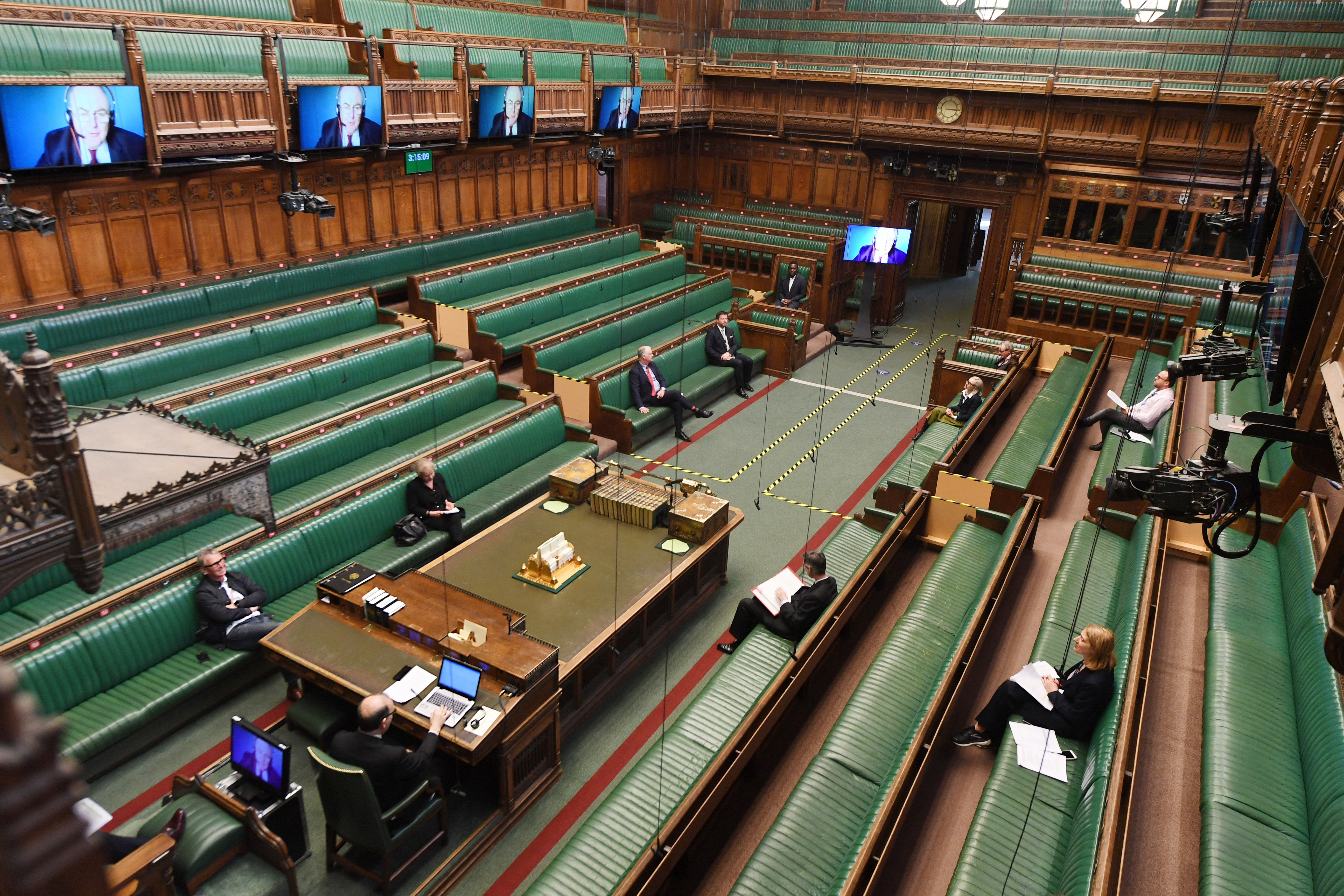
庶民院

### 両院制
イギリス議会は、下院に相当する庶民院 (House of Commons) と上院に相当する貴族院 (House of Lords) によって構成される両院制で、そこで可決された法案を儀礼的に承認するイギリス国王 (The Crown) を合わせた3機関から構成される。
イギリスの法律では、イギリスの主権 （sovereign）は、両院と王位によって構成される“議会”にあるとされる。議会の長は、儀礼上、イギリス王位である。しかし、王位の存在については、イギリスの憲法を構成する慣習法の一つに「国王は君臨すれども統治せず」 （the sovereign reigns but does not rule.）とあり、儀礼的なものに留まる。昔の王政時代から、議会制民主主義を歴史的に発達させた国ならではの政治システムが完成している。
議会で可決された法案（庶民院の優越により、貴族院が否決・修正しても庶民院が可決していれば庶民院案が通る）が王位に承認されることにより、法令が認可される。王位は、それに在る者の意志と関係なく、儀礼的に可決された法案を承認することとなっていて、首相の助言によって行動するのみである。議院内閣制により、議会に対して責任を負うのは、彼ら大臣である。ただし、王位が首相の助言を拒否する権利は、久しく執行されたことがないものの、存在する。この場合、自動的に内閣総辞職か庶民院の解散総選挙となる。また、最高裁判所の機能は伝統的に貴族院が常任上訴貴族を通して行使していたが、これは2009年10月1日をもって連合王国最高裁判所に改組された。裁判官となる法曹貴族は引き続き上院の構成員である。

#### 庶民院の優越
1911年に制定された議会法によって、慣習となっていた庶民院の優越が法律に明記された。
連続2会期（つまり足かけ2年）庶民院で可決した法案は、貴族院が否決・修正しても、庶民院案のまま法律となる。貴族院は成立を13か月引き延ばせるだけということになる。金銭法案であると庶民院議長が認定した法案は、貴族院で1か月しか成立を遅らせることができない。貴族院議員が首相に就任しない慣行も憲法上のものとされている。

### 役員
両院とも、議長が議事を統括する。かつて貴族院議長は大法官が務め、首相の指名により国王が任命していた。2006年7月4日より、互選による独立の貴族院議長となった。庶民院議長は選挙で選ばれるが、慣例として全会一致で決まる。

## 運営

### 会期制
総選挙の後、国王または女王（君主）により議会が召集される。総選挙から総選挙までを1つの議会 （Parliament）という単位で呼び、2015年の総選挙後の議会は第56議会である。1つの議会の長さは最長5年と定められている。しかし、近年は4年程度で解散されることが多い。
一方、その中では約1年間の会期がある。2012年までは11月に始まり、冬休み、イースターの休み、春休み、夏休みの休会期間を挟み、次の11月で終わる。2012年の総選挙以降は5月か6月に開会時期が移動した。
新しい会期は、貴族院議場に両院の議員が集まった開会式での国王演説（施政方針演説）から始まる。ただし、庶民院議員は席がないので、議場内で起立したまま数分間演説を聞くことになる。建前として統治権を「議会における国王」が保持しているということによるが、実際には政府が作成したものを代読する形になる。そして議員は両院に分かれて施政方針に対する討論を開始し、審議がスタートする。

## 議事手続

### 採決
両院とも、はじめは発声表決（Voice Voting）という方法を採っている。これは、議長の「賛成のみなさんは?」という呼びかけに対し、各議員が「賛成」（庶民院："Aye"／貴族院："Content"）と答え、続いて「反対のみなさんは?」という呼びかけに「反対」（庶民院："No"／貴族院："Not-Content"）と答えるものである。議長は、声量の大小から判断して、可決または否決を決める。
全会一致の議案は当然どちらかの声しか聞こえないので、発声表決で決まるが、ある程度賛否が分かれている場合は、分列表決 （Division）となる。両議院ともに議場の外側の左右には廊下があり、分列表決のためのロビーとしても使用される。議長席から見て、右側が賛成投票控室（庶民院: Aye Lobby／貴族院: Content Lobby）、左側が反対投票控室（庶民院: No Lobby／貴族院: Not Content Lobby）である。分列表決となったとき、議員は席を離れて、それぞれ賛成と反対に分かれて別のドアから議場を出て、議場の左右にある2つのロビーに賛成と反対に各々分かれて並び、別々のロビーの出口（すなわち議場の入口）から再び議場に入場するときに、議長から指名された2名の計算係 （tellers）が数を数え、賛成側と反対側に2名ずつの書記官が各々氏名を確認する方式が採られる。

## 司法との関係
イギリスの最高裁判所の機能は、貴族院に属していたが、憲法改革法により2009年10月1日付けで新設の連合王国最高裁判所へ権限を移行、600年の伝統に幕を下ろした。もっとも1876年に常任上訴貴族が創設された後は、法律家である常任上訴貴族のみが裁判に関与してきたが、最初の最高裁判所裁判官12人は常任上訴貴族が横滑しており、実態としては大きな変化はない。

## 機能
立法権と行政権の厳格な分立を特徴とするアメリカ合衆国のような大統領制に比べれば、イギリスのような議院内閣制は、立法権と行政権の緩やかな分立を組織原理としている。日本やドイツやイタリアなども議院内閣制である。
18世紀の法学者ジャン＝ルイ・ド・ロルムは、『イギリス憲法論』（1771年著）の中で「イギリス議会は男を女にし、女を男にすること以外のすべてをなしうる」と述べて、イギリス議会の立法権の強さを表現したこともある。
世界で初めて二院制を採り、議院内閣制を完成させたイギリスは、古くから議会主義の国である。そのため、国家の主権も議会が有する。ここでいう議会は庶民院及び貴族院と国王の三者であるが、政治上の分野においてイギリス国王は、日本の天皇のように儀礼的で形式的な行為しか行えない。
議会法（イギリスの憲法の一つ）に、庶民院の優越がある。予算をはじめとする重要法案は庶民院議決が最優先される。また、その他の法案に関しても、庶民院が可決した法案は、貴族院が否決するかあるいは審議を先延ばしにしても、庶民院が再可決すれば成立する。庶民院が否決した法案は、貴族院では審議されない。なお、首相は選挙の際に庶民院で多数派を取った政党の党首が就くが、庶民院議員である必要がある。ただしこれはイギリスの不文憲法の一部である慣行であり、アレック・ダグラス＝ヒュームが、1963年10月18日に前任のハロルド・マクミランの辞職後に首相に任命された段階では、ヒューム伯爵として貴族院議員であった。貴族院議員は首相に就任しない慣行により、ヒュームは同年7月に制定された貴族法により爵位を返上し、直後のキンロス・アンド・西パースシャー選挙区の補欠選挙に出馬して当選し、庶民院議員となっている。